# 德里奥
德里奥，是西班牙巴斯克自治区比斯开省的一个市镇。总面积7平方公里，总人口4846人（2001年），人口密度692人/平方公里。